# Max Malacria
Max Malacria (né le 7 février 1949 à Marseille) est un chimiste organicien français.

## Biographie
Titulaire d'un doctorat de l'Université d'Aix-Marseille (1974), Max Malacria est professeur de chimie organique à l'université Pierre-et-Marie-Curie et dirige, depuis 2011, l'Institut de chimie des substances naturelles.
Il est membre senior de l'Institut universitaire de France depuis 2002.

## Récompenses et distinctions
- Prix Grammaticakis-Newman de l'Académie des sciences (2000)
- Médaille d'argent du CNRS (2001)[3]
- Prix franco-espagnol Catalan-Sabatier de la Real Sociedad Española de Química (2009)[4]
- Grand prix Achille-Le-Bel attribué par la Société chimique de France (2014)